# NexTView
NexTView — технология вещания EPG для аналогового телевидения. Используется для передачи программы телевизионных каналов во всех основных европейских сетях аналогового телевизионного вещания Германии, Австрии, Франции и Швейцарии.
Протокол вещания основан на телетексте, но, в отличие от него передается не отформатированными страницами, а в виде двоичных данных. NexTView имеет ряд преимуществ по сравнению с бумажными изданиями телевизионных программ, таких как: просмотр текущих передаваемых программ, их фильтрация по различным категориям (жанру, тематике, алфавиту и пр.). Программное обеспечение nextvepg позволяет просматривать телевизионные программы NexTView на персональном компьютере.
Основные разработчики NexTView: Grundig, Loewe, Metz, Philips, Sony, Thomson, Quelle Universum.